# Prix du chanoine-Bouard
Le prix du chanoine-Bouard, de la fondation du même nom, est un prix annuel de l'Institut de France (Académie française) « destiné à un prêtre français, missionnaire dans les (anciennes) colonies françaises ou à l’étranger, qui se sera distingué par son dévouement à l’égard des orphelins ».
Edmond-Théodule Bouard (1871-1955) est un prêtre catholique du diocèse d'Orléans ordonné en 1896.

## Lauréats
- 1988 : 
  - R.P. Desobry pour l'ensemble de son action.
  - R.P. Didier-Bertrand Leurent pour l'ensemble de son action.
- 1989 : R.P. Jacques Hahusseau pour l'ensemble de son action.
- 1990 : R.P. Irénée Vialets.
- 1991 : Mgr Pierre Bach.
- 1992 : R.P. Bernard Leurent.
- 1993 : R.P. Tygréat, missionnaire en Birmanie et en Thailande, pour l'ensemble de son œuvre[3].
- 1994 : R.P. Jacques Dussaigne, missionnaire en Inde[4].
- 1996 : R.P. Pierre Tritz pour son dévouement aux enfants de Manille.
- 1998 : R.P. Pierre Ceyrac pour son dévouement aux enfants de Madras, Inde.
- 2000 : R.P. Gérard Mauviel pour l'ensemble de son action pour les Missions étrangères de Paris.
- 2002 : R.P. Pierre Tritz pour l'ensemble de son action à Manille.
- 2004 : R.P. Thomas pour l'ensemble de son action à Manille.
- 2006 : R.P. Pierrick Van Dorpe (Association Ahuana)[5].
- 2008 : R.P. Jean-Claude Hébert pour l'ensemble de son action[6].
- 2009 : R.P. Jean-Claude Hébert pour son action auprès des plus pauvres en Haïti, dans le diocèse de Jérémie[6].
- 2010 : R.P. Michel Briand pour son action auprès des plus pauvres à Port-au-Prince, en Haïti[7].